# 季利亞夫卡

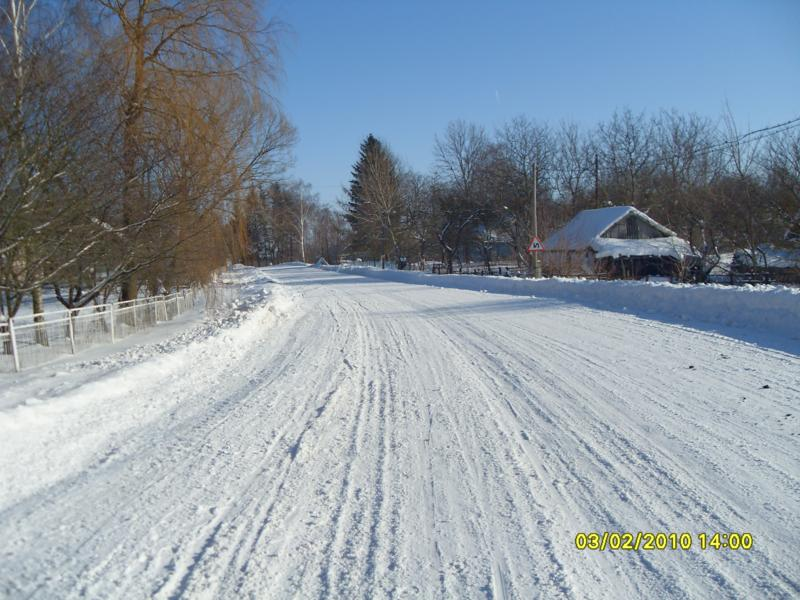

季利亞夫卡（烏克蘭語：Тилявка），是烏克蘭的村落，位於該國西部捷爾諾波爾州，由克列梅涅茨區負責管轄，始建於1545年，面積4.68平方公里，2001年人口558，人口密度每平方公里44.6人。